# Damo
Damo (en hangul, 다모; en hanja, 茶母) titulada en español como Damo: La legendaria mujer policía, es una serie de televisión histórica surcoreana emitida originalmente durante 2003 y protagonizada por Ha Ji Won, Lee Seo Jin y Kim Min Joon.
Fue trasmitida en su país de origen por MBC desde el 28 de julio hasta el 9 de septiembre de 2003, con una longitud de 14 episodios, al aire las noches de los días lunes y martes a las 21:55 (KST). Corresponde a una adaptación del manhwa "Damo Nam Soon" de Bang Hak Gi.
Tuvo un presupuesto de ₩100 millones por episodio, el más alto hasta ese momento, adicionalmente fue el primer drama en ser grabado en Alta definición. Fue filmado en el Condado de Taean en la provincia de Chungcheong del Sur.

## Argumento
Jang Chae Ok (Ha Ji Won), es una sirvienta damo, relegado en el puesto de trabajo bajo el estatus de un detective de policía que investiga los delitos relacionados con las mujeres de la clase alta.
Chae Ok comparte un amor prohibido con su mentor y superior Hwangbo Yoon (Lee Seo Jin), pero mientras trabajaba encubierto en un caso de falsificación de un anillo, se siente atraída por Jang Sung Baek (Kim Min Joon), el misterioso líder de los rebeldes infiltrado en el ejército.

## Reparto

### Personajes principales

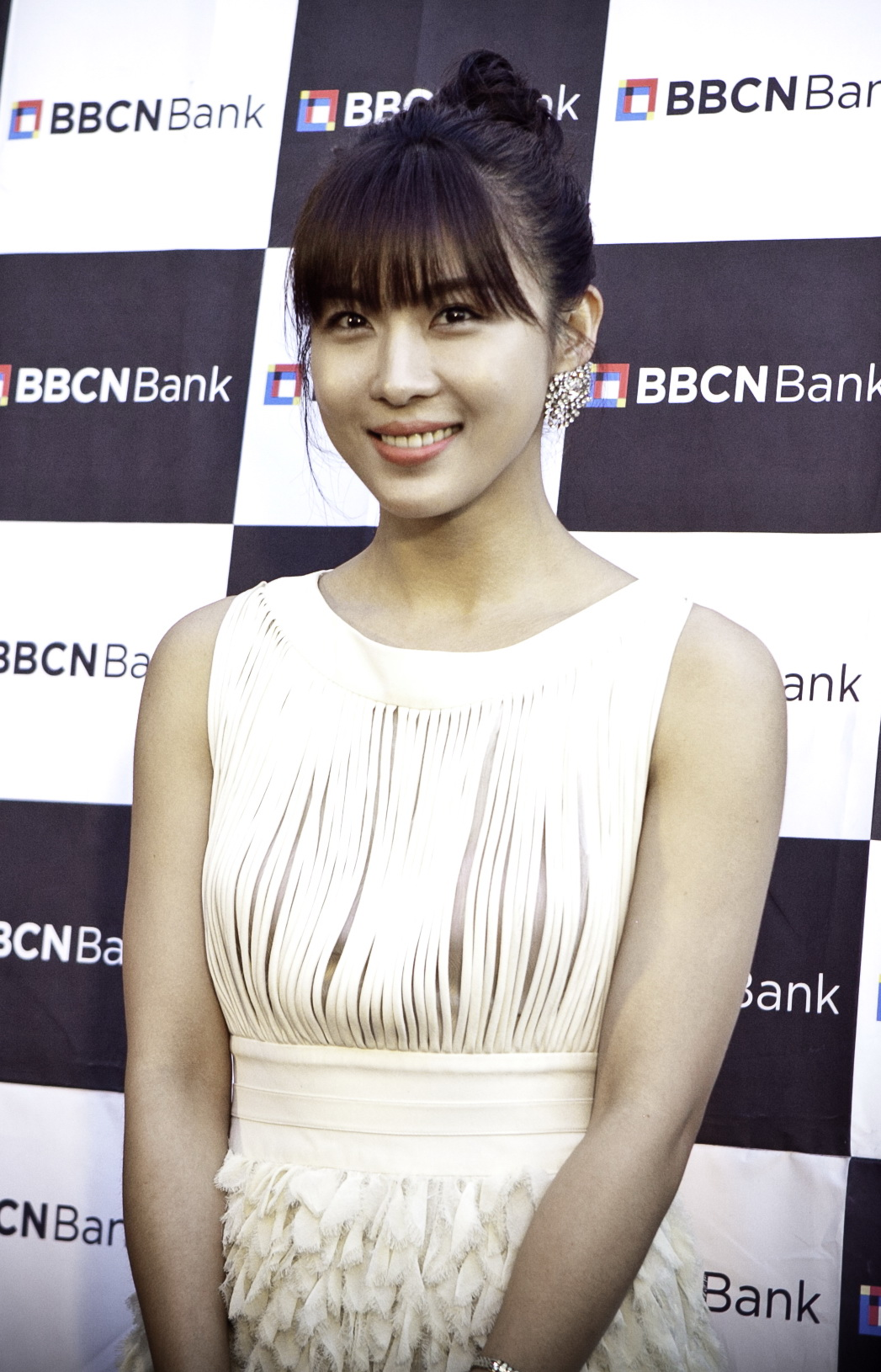
Ha Ji Won quien interpreta a Jang Jae Hui / Jang Chae Ok.

- Ha Ji Won como Jang Jae Hui / Jang Chae Ok.
- Lee Seo Jin como Comandante Hwangbo Yoon.[4]
  - Baek Sung-hyun como Hwangbo (de joven)
- Kim Min Joon como Jang Jae Mo / Jang Sung Baek.

### Personajes secundarios
- Lee Moon Sik como Ma Chook Ji
- Noh Hyun Hee como Ta Bak Nyeo
- Park Yeong-gyu como Jo Se-wook.
- Lee Han-wi como Baek Joo-wan.
- Kwon Oh Joong como Lee Won Hae.
- Yoon Moon Sik como Ahn Nok Sa.
- Kwon Yong Woon como Noh Gak Chul.
- Ahn Kye Beom como Kato Masayuki.
- Kim Min Kyung como Soo Myung.
- Shin Seung-hwan como Ahn Byung Taek.[5]
- Jung Wook como Jung Pil Joon.
- Jung Ho Keun como Choi Dal Pyung.
- Chae Young In como Jo Nan Hee.
- Hyun Seok como Jung Hong Doo.
- Sunwoo Jae Duk como Rey.
- Jeon In Taek.
- Seo Beom Shik.
- Byun Hee Bong.
- Cho Jae Hyun (cameo).

## Emisión internacional
- Ecuador: Ecuador TV.
- Filipinas: QTV.
- Panamá: SERTV.
- Taiwán: TTV.
- Venezuela: DAT TV.